# 九四式四屯牽引車
九四式四屯牽引車は、大日本帝国陸軍が1930年代に開発した全装軌式牽引車である。40km/hの機動能力を発揮可能だった。

## 開発
日本陸軍に機械化部隊が創設されるに伴い、砲兵部隊の機動力向上が求められた。このため1933年（昭和8年）10月、参謀本部では『野砲牽引に要する兵器の研究』において、高速で追従可能な牽引車を開発するように決定した。
1933年（昭和8年）11月研究着手。開発時、従来設計された各種自動車部品の流用に努めた。これは速やかな開発と補給業務を容易にする目的があった。
1934年（昭和9年）2月、自動車工業株式会社に製作を内示、1934年（昭和9年）4月23日に4両を製作するよう指示が行われた。製作は急がれ、同年5月に試作車輌2台が完成した。試験の結果は良好であったが重心位置が後ろ寄りであり、牽引に悪影響を及ぼした。1934年（昭和9年）8月、この欠点を除去した試作車輌2台が新たに完成した。試験成績は良好であったが、生産が急がれたために細かい修正するべき箇所が残された。これらは昭和10年度以後の量産車輌では除去された。
1934年（昭和9年）10月から1935年（昭和10年）2月にかけて野戦砲兵学校における実用試験が行われた。結果が良好であることから実用に適するという評価が下された。また昭和9年12月には北満州での試験が行われた。厳寒期及び凍結地で機能試験が行われ、結果は良好に作動した。
仮制式制定の具申は1935年（昭和10年）4月である。

## 性能
本車は野砲を牽引し、また砲兵員を乗せた状態で、最高速度40km/hで機動し、砲を配置可能とするよう設計開発されている。この牽引車は分隊で運用される。1両は機械牽引式野砲を後部に直結し、もう1両に弾薬車を牽引させる。その他必要な砲付属品は各車に分載した。分隊長と分隊員は牽引車にそれぞれ同乗する。操縦に際し、変速機、クラッチ、ブレーキ、点火時期の調節、チョーク（瓦斯加減装置）の操作は一般の自動車と変わらないものだった。操向連動制動機（クラッチブレーキ）の操向槓桿（レバー）は引くことで作動し、右のレバーを引くと動力がクラッチによって切断され、ブレーキがかけられた。これにより右回転が行われる。
防御力としては機関部が3mmの防弾鋼板で覆われたものの、そのほかの部分は装甲が施されていない。
速力は火砲牽引時、1,600回転で後退4km、1速4.8km/h、2速7.8km/h、3速13.10km/h、4速24.60km/hである。2,600回転の最大出力では火砲を牽引して40km/hを発揮した。行動能力は路上を想定して10時間、200kmである。パワーレシオは6.5、登坂能力は火砲を牽引して三分の一である。徒渉水深能力は50cm。単車では信地旋回を行う。牽引時には旋回径3.6mで曲がることができた。接地圧は0.5kg/平方cmである。ほか、車体後方の纒絡機（てんらくき・ウィンチの意）牽引能力は2,000kgだった。
火砲の牽引のほか、気球の繋留車としても使用された。

## 構造
本車の構造は堅牢で、野外の機動能力が高かった。外形は前方に機関室、車体上の前の方に操縦装置類と操縦席、中央に6人乗りの座席を設けた。車体後部に火砲付属品や弾薬を収容する物入箱、また牽引装置を装備している。この車体上部構造物には折畳み式の幌が張られた。前方座席の下に主・副合わせて容量160リットルの燃料タンク、後方座席下部に火砲属品箱と弾薬匣を設けた。物入箱には火砲の付属品、弾薬8発または12発のほか、車両用の工具品、付属品を収容する。この箱の上に土工具を装備した。
車体両側面には懸架装置と転輪が設けられている。機関室からの動力はシャフトを経て後方の起動輪へ送られ、駆動された。最低地上高は30cmのクリアランスを持つ。そのほか、車体前方にはバッテリーの箱、予備品箱が置かれ、後部には自衛用機関銃の取り付け部が設けられた。予備品と工具により、簡単な修理と調整が行える。
シャーシはコ型の金属製縦通材を横に組んで一体化している。前部にエンジン、後部に各種伝動装置、車体上部に座席を設ける。また車体下部の両側面に懸架装置を設けた。
前方の機関室は3mmの防弾鋼板で装甲されている。この内部に搭載されたエンジンは90度V型8気筒の空冷ガソリンエンジンで、主要部分に九二式装甲自動車発動機の部品をそのまま流用したものである。重量46.80kg、シリンダー径90mm、行程125mm。性能は常用1,600回転で71馬力であり、最大の2,600回転では91馬力を出力した。エンジン前面には冷却ファンが置かれ、送風によりシリンダーの風胴が冷却される。冷却空気の流量は機関室前面の鎧戸（ルーバー）により調節された。エンジン上部には揮発器（キャブレター）が置かれる。気化した燃料は高圧磁鉄発電機からの電力で点火された。ほか、発電機、電動機及び蓄電池が装備され、始動と照明のために用いられた。
エンジンから発生した動力は、伝動用の主軸を経て後方へと伝えられる。この主軸にはブレーキが設けられ、また傘型歯車によるトランスミッションで横方向へ動力を分配する。動力は操向用クラッチ及び終減速機を経て、車体後方の起動輪を駆動させる。車体後方のクラッチは乾式で複板構成であり、九二式装甲自動車と部品を多数共有するよう設計された。変速機は歯輪式で前進4段、後進1段である。また主軸へのほか、外部への動力伝達用ギアを有する。終減速装置内部では、動力が歯輪室内部のギアにより減速され、所定の速度へと回転が調整された。操向用のクラッチブレーキは左右に設けられた。これは乾式多板のクラッチ外周部分にブレーキバンドを設けたものである。作動させることで片方の動力を遮断しブレーキングを行い、一定の旋回径での左右回転、また信地旋回ができた。ほか、操向レバーには操向危険防止装置が装備された。これは牽引時に被牽引物が追突しないよう処置する装置であった。これらの部品の多くは九二式装甲自動車と部品を共有した。
走行装置として車体両側面に転輪4個ずつが装備された。転輪は複列構成で、外周にゴムが装備された。これを2個ずつ組んで板バネ式の懸架装置と接続する。車体前方には誘導輪を配置し、この誘導輪の位置を前後に移動して履帯のテンションを調整した。上部転輪は一つずつ付けられ、履帯のリターンを支持する。これらの構造には九二式装甲自動車の設計が多分に流用された。
車体後部には纏絡機（てんらくき）が設けられ、重量物をワイヤーによって接続し、牽引ができた。纏絡機には変速機から動力が分配される。動力は纏絡機用クラッチとブレーキを介した後、ギアにより纏絡機ドラムを回転させ、ワイヤーを可動させる。ドラムにもクラッチとブレーキが装備され、またドラム内部には長さ30mのワイヤーが収容された。牽引能力は2t、纏絡機自体は九二式五屯牽引車と同様の装置である。
車体後方と前方に牽引フックが設けられた。後部の牽引鈎は火砲を直接接続して牽引することができた。フック位置は地上高52cmである。